# Entephria polata
Entephria polata là một loài bướm đêm thuộc họ Geometridae. Nó được tìm thấy ở Fennoscandia tới đông bắc Xibia. Nó cũng có mặt ở miền bắc Bắc Mỹ.
Sải cánh dài 23–32 mm. Con trưởng thành bay vào tháng 7.

## Phụ loài
- Entephria polata polata
- Entephria polata transsibirica Vasilenko, 1990
- Entephria polata brullei (Lefebvre, 1836)
- Entephria polata bradorata (Munroe, 1951)
- Entephria polata ursata (Munroe, 1951)
- Entephria polata kidluitata (Munroe, 1951)
- Entephria polata eleutiata (Munroe, 1951)

## Hình ảnh

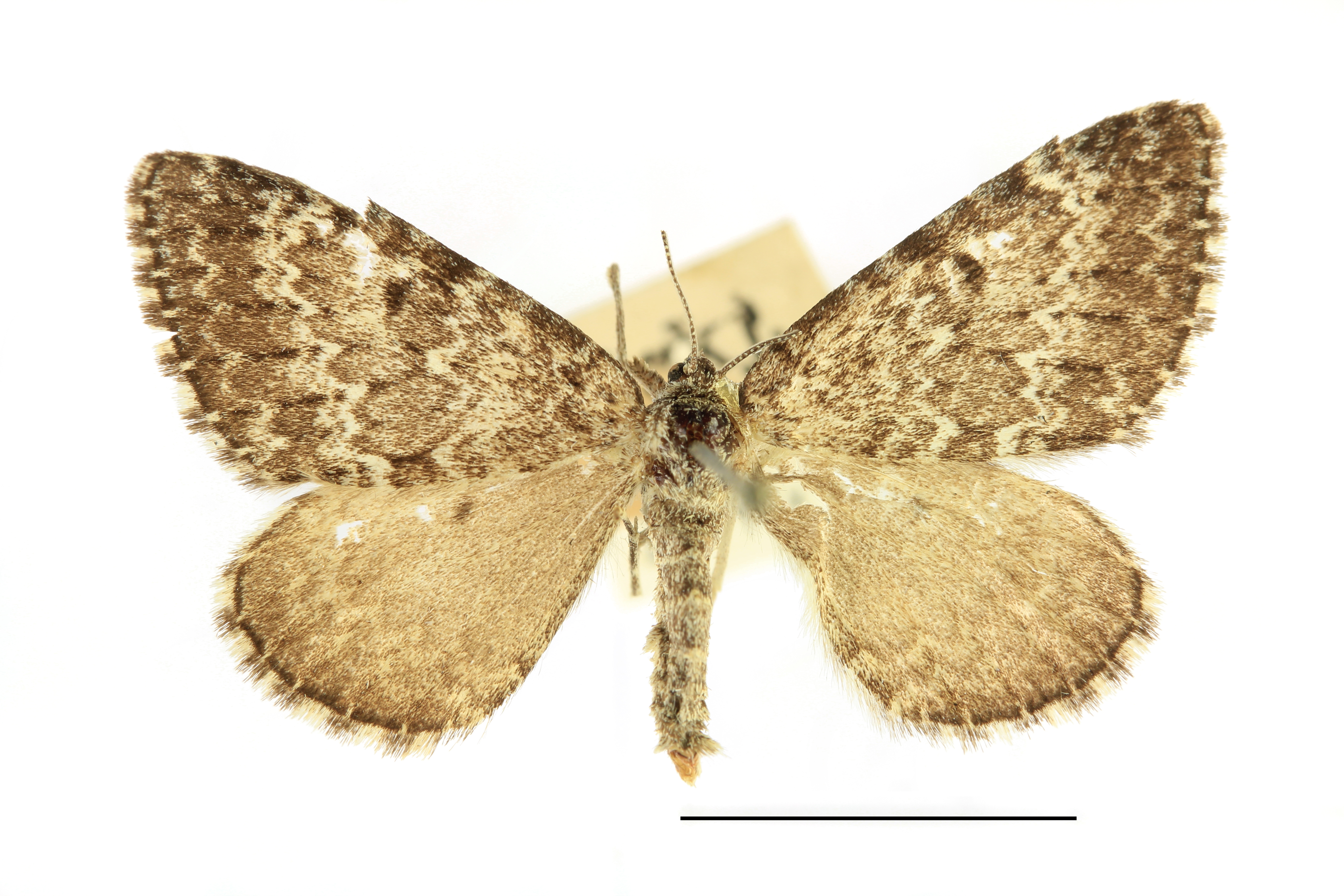
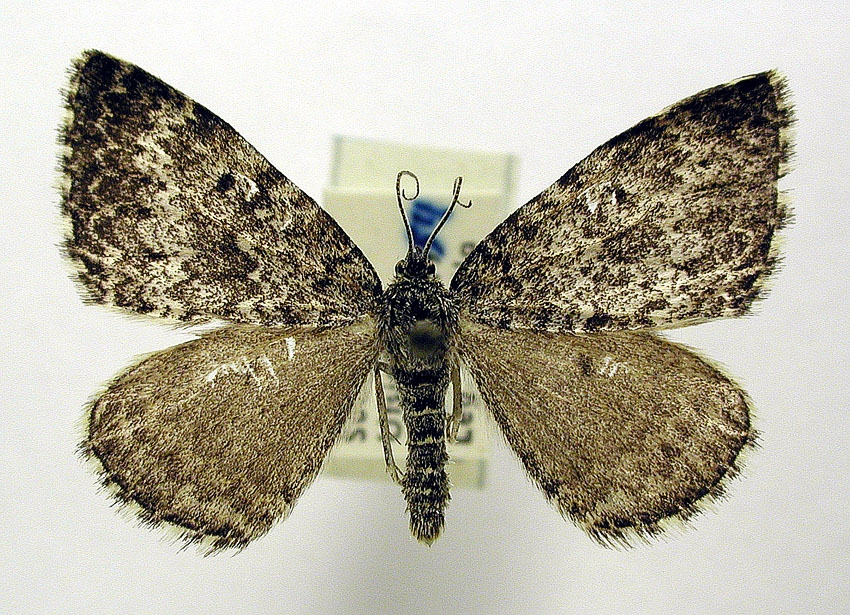